# Adolf Berman

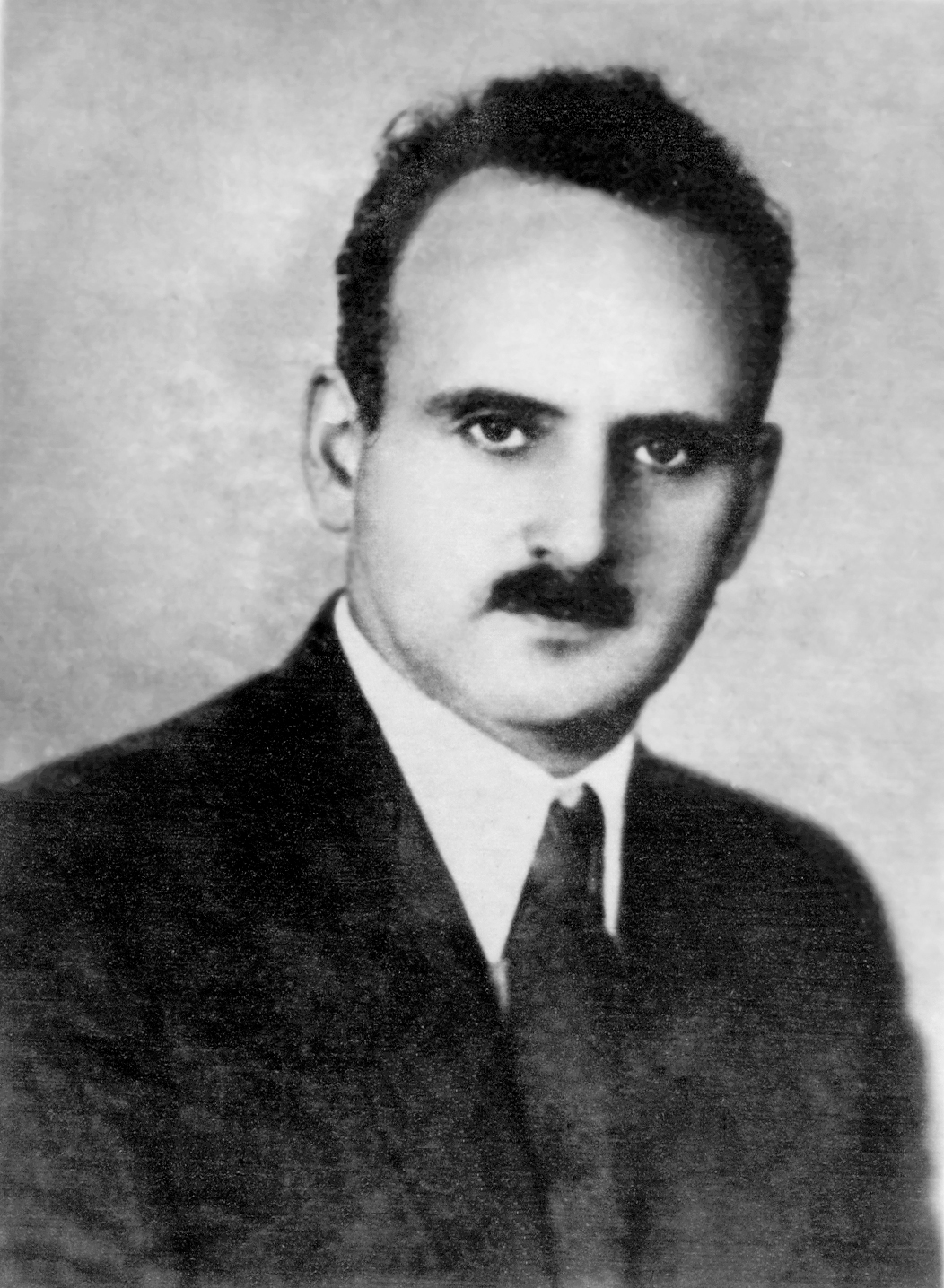
Adolf Bermann

Adolf Abraham Berman (hebräisch אדולף אברהם ברמן, auch Avraham Berman; * 17. Oktober 1906 in Warschau, seinerzeit im Russischen Reich; † 3. Februar 1978 in Tel Aviv, Israel) war ein polnisch-israelischer Politiker und Aktivist.

## Leben
Berman besuchte die Universität Warschau und wurde dort in Philosophie promoviert. Während seiner Studienzeit trat er der marxistisch-zionistischen Organisation Poalei Zion bei und gab zwei Zeitschriften heraus, eine auf Polnisch sowie eine auf Jiddisch.
Während des Zweiten Weltkriegs gehörte er zu der Führung des jüdischen Untergrunds im Warschauer Ghetto und war Mitglied des Präsidiums des Nationalen Komitees. Er fungierte darüber hinaus als Generalsekretär der Untergrundorganisation Żegota, deren Zielsetzung es war, Juden vor dem Holocaust zu bewahren, sowie der Kinderhilfsorganisation Tsentum in Warschau.
Nach dem Krieg wurde er Abgeordneter des Sejm und 1947 Vorsitzender des Zentralkomitees der polnischen Juden. Berman musste im April 1949 vom Posten als Vorsitzender zwangsweise abtreten, da er Zionist war. Im Jahr 1950 ging er nach Israel, wo er der sozialistischen Partei Mapam beitrat. Er wurde nach den Wahlen 1951 als Abgeordneter in die Knesset gewählt, allerdings verließ er am 20. Februar 1952 die Mapam und formierte zusammen mit dem Araber Rostam Bastuni und Mosche Sneh die Linke Fraktion. Am 1. November 1954 trat Berman der Kommunistischen Partei Israels (Maki) bei und wurde Mitglied in deren Zentralkomitee. Nach den Knessetwahlen von 1955 verlor er seinen Parlamentssitz.
Im Jahr 1961 sagte Berman beim Verfahren gegen Adolf Eichmann in Israel aus. Er zeigte dabei dem Gericht ein Paar Kinderschuhe, die er auf den Feldern von Treblinka aufgesammelt hatte. Er war Mitglied des Präsidiums der Weltorganisation der Jüdischen Partisanen und ehemaligen Häftlinge der Nazis.
Berman war mit Barbara Tamkin-Bermanowa verheiratet; sein älterer Bruder Jakub galt als Stalins rechte Hand in Polen. Begraben wurde er auf dem Nachalat-Jitzchaq-Friedhof in Givʿatajim.